# Planketent
Planketent is een buurtschap noordwest van het dorp 's-Heer Hendrikskinderen en noord van de buurtschap Wissekerke in de gemeente Goes in de Nederlandse provincie Zeeland, aan de provinciale weg 668 (N668).  De bebouwing bestaat uit twee huizen. 
Oost van Planketent ligt het natuurgebied Oosterschenge.
Stad: Goes

Dorpen: 's-Heer Arendskerke · 's-Heer Hendrikskinderen · Kattendijke · Kloetinge · Oud-Sabbinge · Wilhelminadorp · Wolphaartsdijk

Buurtschappen: Abbekinderen · Blauwewijk · De Groe · Eindewege · Goese Sas · Monnikendijk · Noordeinde · Oude Veerdijk · Planketent · Roodewijk · Sluis de Piet · Terlucht · Tervaten · Waanskinderen · Wissekerke

Zeeland: Steden en dorpen in Zeeland      Nederland: Provincies · Gemeenten